# 예천군
예천군(醴泉郡)은 대한민국 경상북도 서북부에 있는 군으로 경상북도 청사소재지이다. 동쪽으로 영주시, 안동시, 서쪽으로 상주시, 문경시, 남쪽으로 의성군, 북쪽으로 충청북도 단양군과 접한다. 예천공항(예천 공군 기지), 진호 국제 양궁장이 자리잡고 있으며 양궁의 도시로 유명하다. 호명읍 일원에 경상북도청신도시가 조성 중이다. 행정구역은 2읍 10면으로 되어 있으며, 군청 소재지는 예천읍 대심리이다.

## 역사
| Daedongyeojido (Gyujanggak) 15-03.jpg | Daedongyeojido (Gyujanggak) 15-02.jpg |
|                                       |                                       |

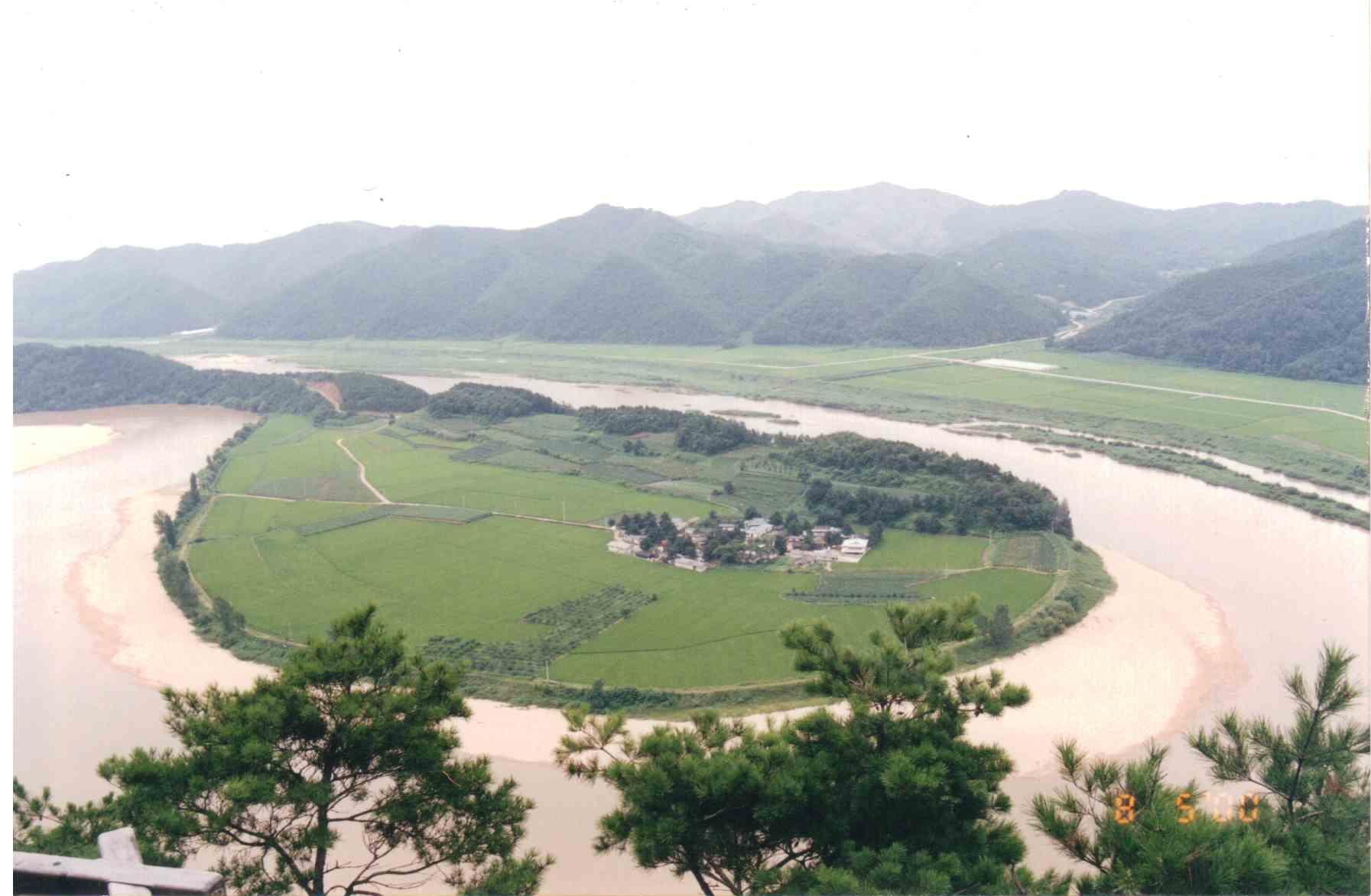
관광명소 회룡포.

- 1895년 6월 23일(음력 윤5월 1일) 안동부 예천군, 용궁군으로 개편하였다.[3]
- 1896년 8월 4일 경상북도 예천군, 용궁군으로 개편하였다.[4]
- 1906년 안동군 감천면을 편입하였다. 화장·동로소면은 문경군으로, 현내·현서·현동·현남면은 비안군으로 이관되었다.
- 1914년 4월 1일 예천군, 용궁군을 예천군으로 통폐합하였다.(10면)[5]

| 조선총독부령 제111호 |             | |
| 구 행정구역 | 신 행정구역 | 신 행정구역                                                                                        |
| 예천군 동읍면(東邑面) 본동/원동 일부, 광천동/우계동/응동 일부, 통명동 일부/원동 일부/(승도면)본동 일부/고평동 일부 | 예천면      | 동본동, 우계동, 통명동                                                                             |
| 예천군 서읍면(西邑面) 대무동/흘증동/홍심동 일부/(신당면)하리 일부, 석정동, 지내동/(개포면)상리 일부 | 예천면      | 대심동, 석정동, 지내동                                                                             |
| 예천군 남읍면(南邑面) 본동 일부, 본동 일부/(서읍면)본동, 왕동동/신기동/(서읍면)홍심동 일부, 청복동 | 예천면      | 남본동, 서본동, 왕신동, 청복동                                                                     |
| 예천군 북읍면(北邑面) 구산동/(동읍면)갈두동/응동 일부, 노상동, 노하동, 백전동, 나평리/생천동/정산동, 용산동/총동 | 예천면      | 갈구동, 노상동, 노하동, 백전동, 생천동, 용산동                                                     |
| 예천군 지서면(只西面) 마천동, 사곡동, 송전동, 수심동, 죽안동, 중평동, 화전동 | 유천면      | 마천동, 사곡동, 송전동, 수심동, 죽안동, 중평동, 화전동                                             |
| 예천군 당동면(堂洞面) 고림동/율현동 일부, 매산동/퇴치리/율현동 일부, 연화동/한천동, 용암동, 율현동 일부/망정동 일부/(유천면)손동 일부, 초적리, 송내동/지곡동/망정동 일부/율현동 일부/(문경군 화정면)흑송리 일부 | 유천면      | 고림동, 매산동, 연천동, 용암동, 율현동, 송지동                                                     |
| 예천군 유천면(柳川面) 가리동, 고산동 일부, 광전동/손동 일부, 후평동/성주동/고산동 일부, 장기/손동 일부, 화지동/(개포면)금동 | 유천면      | 가동, 고산동, 광전동, 성평동, 손기동, 화지동                                                       |
| 예천군 감천면(甘泉面) 상관동/덕율리 일부/하포동 일부/현내동 일부, 상포동/하포동 일부/대산동 일부, 맥곡/우곡 일부/대산동 일부/유동 일부/(보문면)진양동 일부, 석남동/미흘동/유동 일부/우곡 일부/(보문면)평고리 일부, 현내동 일부, 홍현/덕율리 일부, 청전동/오향리, 증거동, 유동 일부/산동 일부, 돈답동/산동 일부/유동 일부, 벌방동 일부, 벌방동 일부/수한동, 장산동 일부/(보문면)지과동 일부 | 감천면      | 덕율동, 포동, 대맥동, 미석동, 현내동, 관현동, 천향동, 증거동, 유동, 돈산동, 벌방동, 수한동, 장산동 |
| 예천군 제고면(諸古面) 구계동, 호곡동/사라동 일부, 덕암동/신리동 일부/개방동 일부, 반송동/개방동 일부/사라동 일부, 성암동/와현동/중리동/복천동/신리동 일부, 죽림동, 직동 | 용문면      | 구계동, 노사동, 덕신동, 방송동, 성현동, 죽림동, 직동                                               |
| 예천군 저곡면(楮谷面) 상능내동/하능내동/방구동, 상리/하리 일부, 본류동 일부/상금곡동, 선동리, 소저동/백학동 일부, 하금곡동, 하리 일부/백학동 일부 | 용문면      | 능천동, 대저동, 상금곡동, 선동, 저곡동, 하금곡동, 하학동                                           |
| 예천군 유리면(流里面) 사부동 일부/내동/시목동/둔지동/점리동, 인천동/두천동, 우망동/사부동 일부, 신원리/본류동 일부 | 용문면      | 내지동, 두인동, 사부동, 원류동                                                                     |
| 예천군 보문면(普門面) 기동 일부/며곡, 독죽동/진양동 일부/평고리 일부, 마촌동 일부/(감천면)장산동 일부, 산성동, 수계동/쌍계동/점리동, 신운리/오류동/문래동 일부, 문암동/오적동, 옥천동/어등동/지과동 일부/기동 일부/(감천면)장산동 일부, 문래동 일부/우평동/(안동군 북후면)석탑동, 작평동/읍곡동 | 보문면      | 기곡동, 독양동, 마촌동, 산성동, 수계동, 오신동, 오암동, 옥천동, 우래동, 작곡동                     |
| 예천군 승도면(繩刀面) 간곡/이방동/(보문면)마촌동 일부/(감천면)덕율리 일부, 고평동 일부/(동읍면)통명동 일부, 미호동, 본동 일부/동막동, 편월동/신탄동/벌곡동 | 보문면      | 간방동, 고평동, 미호동, 승본동, 신월동                                                             |
| 예천군 호명면(虎鳴面) 금릉동 일부, 본동/포저동, 송분동/사곡, 원곡동, 어촌/한어리 | 호명면      | 금릉동, 본포동, 송곡동, 원곡동, 한어동                                                             |
| 예천군 양산면(陽山面) 직곡동/간산동/(안동군 풍북면)현애리 일부/수비동 일부, 소망동/황지동 | 호명면      | 직산동, 황지동                                                                                     |
| 예천군 신당면(新塘面) 내동/신동/하리 일부/담암동 일부, 담암동 일부, 인포동/월촌동/서당동 일부, 종산동/사평동/고산동/서당동 일부 | 호명면      | 내신동, 담암동, 월포동, 종산동                                                                     |
| 예천군 위라면(位羅面) 백송동, 본동 일부, 간음동/신기동 일부/산합동 일부, 오천동/방구동, 형호동 | 호명면      | 백송동, 본동, 산합동, 오천동, 형호동                                                               |
| 예천군 개포면(開浦面) 경진동/옥산동/기옥동/검암동, 지동/금동 일부, 동송동, 상리동 일부, 도장동/원동/우감동 일부/이사동 일부, 이사동 일부 | 개포면      | 경진동, 금동, 동송동, 상동, 우감동, 이사동                                                         |
| 용궁군 북상면(北上面) 가오리/원곡리/화산리/송계리/종산리 일부/신화리 일부, 갈마리/봉암동/송포리 일부/입암리 일부/종산리 일부, 신기리/화음리, 입암리 일부/봉산동 일부, 장화동/적현동/송동 일부/성도동 일부/봉산동 일부/(신읍면)지동 일부/신읍리 일부/월오동 일부, 풍정리 일부/송포리 일부/입암리 일부, 가산동/황전동/신천동/보수동/송동 일부/(구읍면)대은동 일부 | 개포면      | 가곡리, 갈마리, 신음리, 입암리, 장송리, 풍정리, 황산리                                             |
| 용궁군 구읍면(舊邑面) 동림동/대은동 일부/교촌리 일부/석정리 일부/(북상면)신화리 일부, 서문리/진포리/무촌리 일부/교촌리 일부/원당리 일부, 무동 일부/지동 일부/대은동 일부, 산택리/등암리/산평리/원당리 일부/(신읍면)화미동 일부, 향사리/성저리/석정리 일부/무촌리 일부/교촌리 일부</sup | 용궁면      | 대은리, 무이리, 무지리, 산택리, 향석리                                                             |
| 용궁군 신읍면(新邑面) 가야리/장승리/화미동 일부/후평리 일부/산암리 일부, 훤평리/남부리/서부리 일부/금원리 일부/(구읍면)무촌리 일부/(서면)왕태리 일부/(문경군 산동면)연평리 일부, 덕동/녹동/보계리/송천리 일부/(문경군 화장면)지내리 일부, 인암리/송천리 일부/경암리 일부/산암리 일부/후평리 일부/(문경군 산동면)양보리 일부, 나산리/장평리/월오동 일부/송천리 일부/경암리 일부/(구읍면)무동 일부/(북상면)풍정리 일부/봉산동 일부/성도동 일부, 동부리/북부리/서부리 일부/금원리 일부/(문경군 산동면)연평리 일부/연화동 일부/연소동 일부/송천리 | 용궁면      | 가야리, 금남리, 덕계리, 송암리, 월오리, 읍부리                                                     |
| 용궁군 신상면(申上面) 대죽리 일부/암천리 일부, 초동/화양동/삼송동/도마동 일부, 신풍리/상리/직동/방학동/구룡동/대죽리 일부, 암천리 일부/(안동군 풍서면)구담동 일부 | 지보면      | 대죽리, 도화리, 신풍리, 암천리                                                                     |
| 용궁군 내상면(內上面) 마산리/어화리/(구읍면)용포동 일부, 만화리/구태리/방화리 일부, 상월리, 오송리/외평리/고슬리/방화리 일부, 수동리/서월리, 율리/신전리/갈동리/어소리/신류리 | 지보면      | 마산리, 만화리, 상월리, 송평리, 수월리, 어신리                                                     |
| 용궁군 내하면(內下面) 도경리/익장동 일부/(신상면)도마동 일부, 마전동/석계리/원학리/(비안군 현내면)반룡동 일부, 창동/매포리/내포리, 소동/한여리, 지보리/익장동 일부/(신상면)도마동 일부 | 지보면      | 도장리, 마전리, 매창리, 소화리, 지보리                                                             |
| 용궁군 남상면(南上面) 삼강동, 오지동 일부/(비안군 현서면)공암동 일부, 구룡동/사막동/성당동/하리동/상리동 일부, 용호동/하풍동, 신흥동/양정동/임천동 일부/(비안군 현서면)공암동 일부 | 풍양면      | 삼강리, 오지리, 청운리, 하풍리, 흥천리                                                             |
| 용궁군 남하면(南下面) 우망리/운교동/별곡동 일부/(남상면)오지동 일부, 청감동/구산동/별곡동 일부, 효동/흔전동/임천동 일부 | 풍양면      | 우망리, 청곡리, 흔효리                                                                             |
| 비안군 현서면(縣西面) 수상동/고천동, 덕동/시동/동림동/공암동 일부/(용궁군 남하면)임천동 일부, 소역동/당촌동/도안동/삼괴동, 직신동/신풍동/산성동/풍덕동 | 풍양면      | 고산동, 공덕동, 괴당동, 풍신동                                                                     |
| 문경군 영순면(永順面) 습의동/삼청동/공암동 일부/(용궁군 남상면)오지동 일부, 신기동/서동/동동/(용궁군 남상면)심천동/상리동 일부, 효제동/갈전동 | 풍양면      | 낙상동, 와룡동, 효갈동                                                                             |

- 1923년 영주군 상리면, 하리면을 편입하였다. (12면)[6]
- 1937년 7월 1일 예천면이 예천읍으로 승격하였다.[7] (1읍 11면)
- 1973년 7월 1일 개포면 상동을 예천읍으로 편입하였다.[8]
- 1983년 2월 15일 보문면 마촌동을 감천면으로, 보문면 고평동을 예천읍으로 편입하였다.[9]
- 1987년 1월 1일 용문면 두인동을 두천동으로 개칭하였다. [출처 필요]
- 2000년 10월 1일 호명면 월포리 일부가 예천읍 청복리로 편입되었다.[10]
- 2007년 3월 2일 예천읍 상리를 상동리로 개칭하였다.[11]
- 2015년 3월 21일 경상북도청신도시 건설로 안동시 풍천면 갈전리 일부가 예천군에, 예천군 호명면 산합리 일부가 안동시에 편입되었다.[12]
- 2016년 2월 1일 상리면, 하리면을 효자면, 은풍면으로 개칭하였다.[13]
- 2018년 2월 12일 군청을 대심리로 이전하였다.
- 2024년 2월 1일 호명면이 호명읍으로 승격하였다. (2읍 10면)

## 지리
예천 군은 동경 128°15′~128°37′, 북위 36°27′~36°51′에 위치한다. 동으로는 안동시와 영주시, 남으로는 의성군과 상주시, 서로는 문경시, 북으로는 충청북도 단양군과 접한다.
동북지역은 소백산맥의 산악지대로, 높이 1,000m 이상의 산봉우리가 연달아 있고, 지맥에는 옥녀봉(890m)·자구산(784m)·부용봉(688m)·가재봉(851m)·매봉(865m)이 있다. 그리고 군의 동쪽 편에는 학가산(870m)·보문산(643m)이 있다. 서남쪽에는 낙동강 강변과 내성천 천변에 일부 평야지대가 있다. 군의 면적은 661Km2이며, 55.4%는 임야이다.

## 행정 구역
예천군에는 2개 읍, 10개 면, 265개 리가 있다. 1965년에는 인구가 165,886명이었으나 계속 감소하였으나 최근 경북도청 이전과 함께, 인구가 증가하고 있는 추세다.
| 읍·면  | 한자   | 세대  | 인구   | 면적   |
| ------ | ------ | ----- | ------ | ------ |
| 예천읍 | 醴泉邑 | 7,247 | 15,177 | 47.37  |
| 호명읍 | 虎鳴邑 | 6,983 | 17,911 | 62.3   |
| 용문면 | 龍門面 | 1,340 | 2,389  | 71.18  |
| 효자면 | 孝子面 | 675   | 1,194  | 67.32  |
| 은풍면 | 殷豊面 | 711   | 1,388  | 34.46  |
| 감천면 | 甘泉面 | 1,484 | 2,706  | 65.02  |
| 보문면 | 普門面 | 952   | 1,719  | 64.78  |
| 유천면 | 柳川面 | 1,396 | 2,531  | 38.72  |
| 용궁면 | 龍宮面 | 1,389 | 2,519  | 31.79  |
| 개포면 | 開浦面 | 913   | 1,563  | 36.22  |
| 지보면 | 知保面 | 1,586 | 3,473  | 78.44  |
| 풍양면 | 豊壤面 | 1,854 | 3,297  | 63.23  |
| 예천군 | 醴泉郡 | 660.7 | 26,530 | 55,192 |

## 군청
- 현재 예천군청은 경상북도 예천군 예천읍에 위치하고 있다.

## 인구
- 예천군(에 해당하는 지역)의 연도별 인구 추이[15]

| 연도   | 총인구    | 그래프 |
| ------ | --------- | ------ |
| 1960년 | 150,016명 |        |
| 1966년 | 162,527명 |        |
| 1970년 | 145,085명 |        |
| 1975년 | 143,529명 |        |
| 1980년 | 120,231명 |        |
| 1985년 | 98,495명  |        |
| 1990년 | 79,183명  |        |
| 1995년 | 62,515명  |        |
| 2000년 | 54,291명  |        |
| 2005년 | 46,056명  |        |
| 2010년 | 43,015명  |        |
| 2013년 | 45,573명  |        |
| 2019년 | 54,666명  |        |

## 교통

### 도로
군의 동쪽을 통과하는 중앙고속도로상에 예천 나들목이 있다. 문경와 안동 방면으로 국도 제34호선이, 영주, 의성 방면으로 국도 제28호선이 지난다. 서울 방향으로 가는 경우 예천 나들목 대신에 중부내륙고속도로의 점촌함창 나들목을 주로 많이 이용한다.

### 철도
한국철도공사 경북선의 39.3 km 구간이 예천을 지난다. 하지만, 여객 수요가 많지 않아서 하루에 각 방향으로 3대 정도의 여객 열차가 다닐 뿐이다. 예천군에는 폐역된 역을 제외하고 4개의 역이 있다. 

### 항공
예천공항에서 서울과 제주로 가는 국내선 항공편이 있었으나 고속도로 개통으로 인한 수요 감소로 인해 2004년 이후 더 이상 국내선 항공편이 다니지 않는다.

## 교육 기관
1개의 국립대학과 4개의 고등학교, 9개의 중학교, 그리고 12개의 초등학교가 있다.
- 국공립대학교

|  | - 국립경국대학교 예천캠퍼스 |

- 고등학교

|  | - 예천여자고등학교 - 경북일고등학교 | - 풍양고등학교 - 대창고등학교 |

- 중학교

|  | - 예천중학교 - 예천여자중학교 - 용문중학교 - 용궁중학교 | - 감천중학교 - 지보중학교 - 풍양중학교 - 대창중학교 | - 은풍중학교 |

- 초등학교

|  | - 예천초등학교 - 예천동부초등학교 - 예천남부초등학교 - 용문초등학교 | - 상리초등학교 - 은풍초등학교 - 감천초등학교 - 유천초등학교 | - 용궁초등학교 - 지보초등학교 - 풍양초등학교 - 호명초등학교 |

## 문화·관광
- 예천곤충생태원
- 예천진호국제양궁장
- 예천충효테마공원
- 예천천문우주센터

## 미래

### 경북도청 이전계획
2008년 6월 8일 경북도청 이전 예정지로서 예천군 호명면과 안동시 풍천면 일대 11.5km2 지구가 결정되었다.

## 교류협력
예천군은 서울 마포구, 경기 군포시, 서울 구로구, 대구 수성구와 자매결연을 맺고 교류하고 있다.